# Harpalus paratus
Harpalus paratus är en skalbaggsart som beskrevs av Thomas Casey. Harpalus paratus ingår i släktet Harpalus och familjen jordlöpare. Inga underarter finns listade i Catalogue of Life.